# P-toluolszulfonsav
A p-toluolszulfonsav vagy tozilsav (TsOH) az aromás szulfonsavak közé tartozó szerves vegyület, képlete CH3C6H4SO3H. Vízben, alkoholokban és más poláros szerves oldószerekben oldódó fehér szilárd anyag. A 4-CH3C6H4SO2– csoportot tozilcsoportnak is nevezik és gyakran Ts vagy Tos rövidítéssel jelölik. A TsOG többnyire a monohidrátot (TsOH·H2O) jelöli.
A TsOH erős szerves sav, a benzoesavnál mintegy egymilliószor erősebb sav. Egyike a kisszámú szilárd erős savaknak, így mennyisége egyszerűen (tömegméréssel) mérhető. Ugyanakkor néhány erős szervetlen savtól (például salétromsav, kénsav és perklórsav) eltérően a TsOH nem oxidálószer.

## Előállítása és kezelése
A TsOH-t ipari léptékben a toluol szulfonálásával állítják elő. Könnyen hidratálódik. Gyakori szennyezői a benzolszulfonsav és a kénsav. A szennyezők eltávolítása tömény vizes oldatból történő újrakristályosítással majd azt követő toluolos azeotróp szárítással történhet.
A toluolszulfonsavat a szerves kémiai szintézisekben mint szerves anyagokban oldódó savkatalizátort alkalmazzák. Példák a felhasználására:
- Acetál előállítása aldehidből.[6]
- Karbonsavak észteresítése.[7]
- Észter átészteresítése.[8]

## Tozilát-észterek

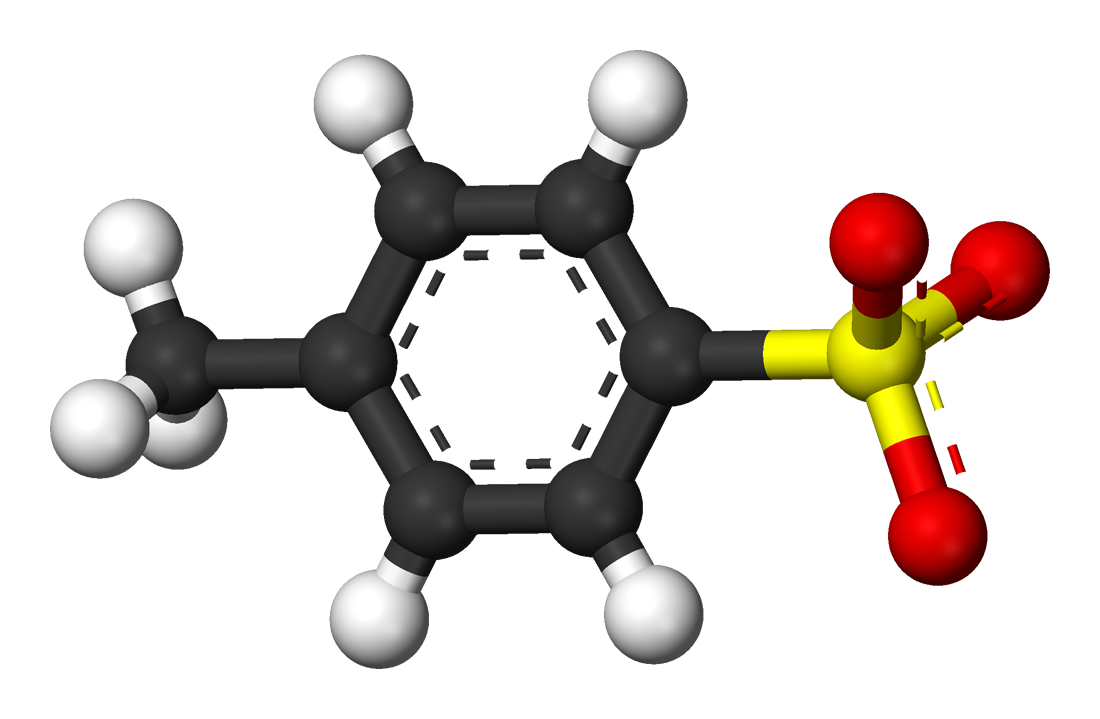
A tozilát anion pálcikamodellje

A tozilát-észtereket alkilezőszerként használják, mivel a tozilcsoport elektronszívó hatása miatt a tozilát anion jó távozó csoport. A tozilcsoportot alkoholok és aminok védésére is használják. Az alkoholt 4-toluolszulfonil-kloriddal reagáltatják, rendszerint aprotikus oldószerben, többnyire piridinben, melynek bázikussága segíti a reakciót. A toluolszulfonát-észterek nukleofil szubsztitúciós vagy eliminációs reakciókban vesznek részt. A tozilát-észterek redukciójával a megfelelő szénhidrogén keletkezik. Ily módon az alkoholok tozilálásával, majd azt követő redukcióval az alkoholból eltávolítható az oxigénatom.

## Reakciói
A p-toluolszulfonsav foszfor-pentoxiddal történő hevítéssel p-toluolszulfonsav-anhidriddé alakítható. Ha a TsOH-t (bármely izomert) savval és vízzel forraljuk, toluol keletkezik:
CH3C6H4SO3H   +  H2O   → C6H5CH3  +  H2SO4

## Fordítás
Ez a szócikk részben vagy egészben  a   P-Toluenesulfonic acid című angol Wikipédia-szócikk ezen változatának fordításán alapul.  Az eredeti cikk szerkesztőit annak laptörténete sorolja fel. Ez a jelzés csupán a megfogalmazás eredetét és a szerzői jogokat jelzi, nem szolgál a cikkben szereplő információk forrásmegjelöléseként.